# Nadchloran sodu
Nadchloran sodu, NaClO
4 – nieorganiczny związek chemiczny, sól sodowa kwasu nadchlorowego.

## Właściwości
Nadchloran sodu jest najlepiej rozpuszczalną solą z nadchloranów. Jest białą, higroskopijną, krystaliczną substancją stałą. Zazwyczaj występuje jako monohydrat o rombowym układzie krystalograficznym.

## Otrzymywanie
Związek jest otrzymywany w reakcji anodowego utleniania chloranu sodu na anodzie wykonanej z platyny, β-tlenku ołowiu(II) lub grafitu. Katoda jest wykonana ze stali.
Schematyczny przebieg reakcji jest następujący:
NaClO
3 + H
2O → NaClO
4 + H
2↑
Ponadto jako produkt uboczny na anodach wydziela się tlen. W zależności od używanych anod wymagane jest napięcie prądu 4,75 V (anoda z tlenku ołowiu) lub 6 V (anoda platynowa). Zużycie energii dla procesu wynosi 2,5–3 kWh/kg nadchloranu sodu.

## Zastosowanie
W laboratorium stosowany jest jako prekursor w syntezie innych nadchloranów. Z powodu jego higroskopijności znajduje niewielkie zastosowanie w pirotechnice. W napędach rakietowych może służyć jako źródło tlenu.